# Mohamed Amine Ben Hamida
Mohamed Amine Ben Hamida (ar. محمد أمين بن حميدة; ur. 15 grudnia 1995 w Tunisie) – tunezyjski piłkarz grający na pozycji lewego obrońcy. Jest wychowankiem klubu Espérance Tunis.

## Kariera klubowa
Swoją piłkarską karierę Ben Hamida rozpoczął w 2000 roku w klubie Espérance Tunis. W sezonie 2016/2017 awansował do kadry pierwszego zespołu. W lipcu 2016 został wypożyczony do Olympique Béja. 9 września 2016 zaliczył w nim debiut w pierwszej lidze tunezyjskiej w przegranym 0:2 wyjazdowym meczu z AS Gabès. Na koniec sezonu 2016/2017 spadł z Olympique do drugiej ligi. W latach 2017–2019 był wypożyczony do drugoligowego AS Soliman, z którym w sezonie 2018/2019 wygrał rozgrywki drugiej ligi i awansował do pierwszej.
W lipcu 2019 Ben Hamida wrócił do Espérance Tunis. 7 listopada 2019 zanotował w nim debiut w zwycięskim 3:1 domowym meczu z CA Bizertin. W sezonach 2019/2020 i 2020/2021 wywalczył z nim dwa mistrzostwa Tunezji.
| Sezon   | Klub            | Kraj    | Rozgrywki | Mecze | Gole |
| ------- | --------------- | ------- | --------- | ----- | ---- |
| 2015/16 | Espérance Tunis | Tunezja | CLP-1     | 0     | 0    |
| 2016/17 | Olympique Béja  | Tunezja | CLP-1     | 9     | 0    |
| 2017/18 | AS Soliman      | Tunezja | CLP-2     | ?     | ?    |
| 2018/19 | AS Soliman      | Tunezja | CLP-2     | ?     | ?    |
| 2019/20 | Espérance Tunis | Tunezja | CLP-1     | 5     | 0    |
| 2020/21 | Espérance Tunis | Tunezja | CLP-1     | 13    | 0    |

## Kariera reprezentacyjna
W reprezentacji Tunezji Ben Hamida zadebiutował 30 listopada 2021 w wygranym 5:1 meczu Pucharu Narodów Arabskich 2021 z Mauretanią, rozegranym w Ar-Rajjan. Z Tunezją zajął 2. miejsce w tym turnieju i zagrał również w przegranym 0:2 po dogrywce finale z Algierią. W 2022 roku został powołany do kadry na Puchar Narodów Afryki 2021. Na tym turnieju nie rozegrał żadnego meczu.